# Komnénosz Teodóra osztrák hercegné
Komnénosz Teodóra osztrák hercegné (görögül: Θεοδώρα Κομνηνή, németül: Theodora Komnena, Herzogin von Österreich; ? – 1184. január 2.) bizánci hercegnő, II. Henrik osztrák herceggel kötött házasságra révén 1148–1156 között Bajorország hercegnéje és Ausztria őrgrófnéja, majd 1156–1177 között Ausztria hercegnéje.

## Élete
Teodóra bizánci hercegnő születési dátuma nem ismert. Édesapja Andronikosz Komnénosz bizánci császári herceg (1108k.–1142), II. Ióannész bizánci császár és Piroska magyar királykisasszony második fia; édesanyja Eiréné Aineiadissza († 1150/51), akinek családja ismeretlen, bár egy dicsőítő költemény utalása szerint az Aineidáktól származott. A házaspárnak három leánya és két fiúgyermeke született; Teodóra a harmadik gyermek volt a sorban.
A hercegnő ifjúkori éveiről keveset tudni. Édesapja 1142-ben meghalt; 1147 második felében a hercegnő apai nagybátyja, I. Manuél császár odaígérte a hercegnő kezét a második keresztes hadjáratban részvevő III. Konrád német király féltestvérének, II. Henrik osztrák őrgrófnak és bajor hercegnek (1112–1177). Az osztrák őrgróf özvegyember volt, első felesége, Supplinburgi Gertrúd szász hercegnő 1143-ban hunyt el; házasságukból nem származott utód. A bizánci hercegnő és az osztrák őrgróf menyegzőjére1148 második felében került sor Konstantinápolyban: „a bizánciakat megbotránkoztatta a nász, zokogtak a szeretetre méltó ifjú hercegnő láttán, akit szörnyű sorsra kárhoztattak, »feláldozták a nyugat szörnyetegének«, miként egy udvari költő mély részvéttel írta Theodóra édesanyjának; az esküvő azonban a német és a bizánci udvar teljes megbékélését tükrözte.” Az esküvő után a pár hazatért a Nyugatra.
Teodóra őrgrófné házasságkötése után is ápolta a kapcsolatot bizánci rokonságával: levelezett velük, valamint legalább kétszer elutazott Konstantinápolyba.
II. Henrik 1156-ban a német-római császár közbenjárására lemondott bajor hercegi címéről, de kárpótlásként osztrák őrgrófi titulusát hercegire emelték. A hercegi pár bécsi udvarában keveredtek a nyugati és a Teodóra hercegné hatására átvett görög-bizánci kulturális elemek. Az oklevelek jó és nemes hercegnéként magasztalják Komnénosz Teodórát, aki bizonyos szempontból kiváltságos pozíciót élvezett: Nyugaton merőben szokatlan módon férjével együtt hódolt a német-római császárnak, fiai és leányai egyaránt örökölhették a hercegséget, és amolyan hozományként megkapta az osztrák tartományt. A német-római törvényeknek megfelelően a külföldi származású Komnénosz Teodóra esetében a görög jogrendnek megfelelően kellett eljárni. A hercegné jogait a regensburgi Privilegium minus, a német-római császár által kiállított adománylevél rögzítette.
II. Henrik hercegnek és Komnénosz Teodóra hercegnének három gyermeke született:
- Ágnes (1151 körül–1182), III. István magyar király feleségeként magyar királyné; majd első férje halálát követően II. Hermann karintiai herceg hitveseként Karintia hercegnéje;
- Lipót (1157–1194), később V. Lipót néven Ausztria uralkodó hercege;
- Henrik (1158–1223), utóbb Mödling hercege.

Teodóra bizánci hercegnő és osztrák hercegné 1184. január 2-án hunyt el. A bécsi Schottenklosterben temették el.